# Oración en el huerto de Getsemaní (Francisco Salzillo)

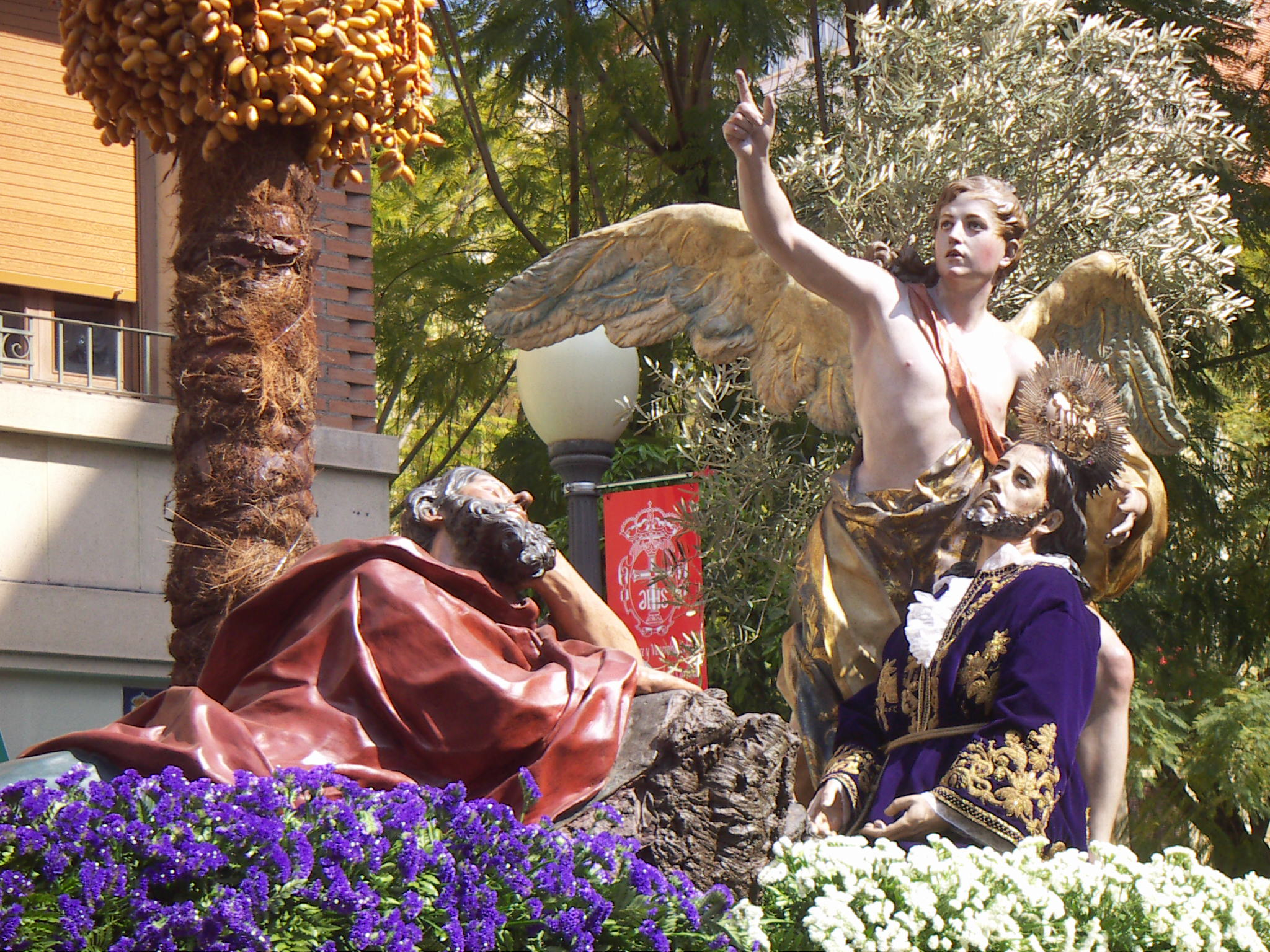
La oración del huerto de Getsemaní de Francisco Salzillo.

La oración en el huerto, realizado por el escultor murciano Francisco Salzillo, es uno de los siete pasos procesionales que formaban la serie encargada por la cofradía de Nuestro padre Jesús Nazareno de Murcia. Se trata por tanto de una obra de imaginería procesional barroca del siglo XVIII.

## Biografía del autor
Francisco Salzillo fue hijo y discípulo de un escultor napolitano, Nicolás Salzillo. Trabajó en el taller de su padre junto con otros hermanos suyos. El realismo destaca en sus obras, por eso es uno de los máximos representantes del arte barroco en cuanto a escultura en madera policromada.

## Contexto histórico
Francisco Salzillo va a ser testigo de un siglo fundamental en la historia del Reino de Murcia. El siglo XVIII comienza con la Guerra de sucesión española en la cual Murcia apoya al candidato que finalmente ganará: Felipe de Anjou será el primer monarca de la dinastía Borbón dentro de España.
El Cardenal Belluga reformará la diócesis e iniciará un proceso de colonización agraria. Durante el reinado de Carlos III va a ser primer ministro un murciano, el Conde de Floridablanca, quien tratará de favorecer a su tierra natal en pleno auge del reformismo ilustrado con la construcción de caminos, puentes, pantanos, etc. Todo ello sienta las bases de un desarrollo económico y social sin precedentes en la Historia de la Región. La circulación de dinero hará que se construyan nuevos templos y que se reformen los antiguos, creando una gran demanda de imágenes religiosas tanto para las parroquias y cofradías como para el culto privado.

## Descripción formal

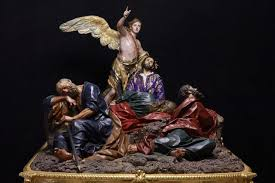
La Oración del Huerto. Obra maestra de Salzillo perteneciente a la Cofradía de Nuestro Padre Jesús Nazareno de Murcia.

La oración del huerto fue creada en 1754. En ella se ve, por un lado, un ángel mostrando a Jesús el cáliz y, por otro, la escena de los tres Apóstoles durmientes bajo una palmera que contiene el cáliz de la Pasión y una rama de olivo.
El paso simboliza el momento en el que Jesús se retira con Santiago, Pedro y Juan al huerto de Getsemaní en el que sintiendo angustias de muerte y orando, se le apareció un ángel del cielo, confortándole, como indica el versículo de Lucas XXII. En primer plano aparece el Ángel de la Oración, hábilmente representado por Salzillo con un dulce rostro de belleza andrógina, que no permite determinación sexual por sus rasgos fisognómicos y con un impresionante plumaje.  Su rostro es el paradigma de la belleza salzillesca. Muy sutilmente roza a Cristo (a punto de desmayarse y sudando sangre) con los dedos para reconfortarlo ante la visión del cáliz de la amargura que simboliza su próxima Pasión. Toda la composición tiene una estructura piramidal irregular, con líneas convergentes en la cabeza del ángel. El tratamiento de las figuras es de un acendrado naturalismo.
El grupo que forman los Apóstoles es un ingenioso estudio de actitudes: San Juan duerme profundamente, acomodada su cabeza sobre un brazo extendido; Santiago reposa en posición descuidada, y el cuerpo da auténtica sensación de peso; San Pedro se representa alerta, aunque duerme da un expresivo matiz de duermevela y sujeta la espada con la mano. Hay quien sostiene que se trata de una representación de las tres edades del hombre.
Cada figura es tratada de manera individualizada. Así que se puede notar la delicadeza en el trabajo del ángel, en el cual destaca la sensualidad del cuerpo medio desnudo parecido a las representaciones de San Sebastián; la angustia que desprende el rostro de Cristo, reforzada por el tono amarillento de la piel y la túnica violeta y el realismo popular de las caras de los apóstoles, que permiten suponer un perfecto estudio de las diferentes actitudes. Los tres apóstoles, san Juan, san Jaime y san Pedro, crean una composición dinámica y a la vez unitaria en relación con el grupo principal.

## Temática de la escultura
La Oración en el huerto de Getsemaní forma parte del conjunto de ocho pasos de Semana Santa que Salzillo hizo para la cofradía Nuestro Padre Jesús Nazareno de la iglesia de Jesús de Murcia. Los otros siete pasos son: la última cena; el prendimiento; Jesús en la columna; la Verónica; la caída; san Juan y la Dolorosa. Esta obra coge todo su sentido artístico, estético y devocional al salir en procesión la mañana del Viernes Santo por las calles de la ciudad de Murcia, junto con los otros pasos en la llamada Procesión de Salzillo, que convierte las calles de su ciudad en un museo viviente. 
La obra representa la escena de los evangelios de san Marcos, san Mateo y san Lucas cuando Jesús y sus discípulos van a orar al huerto de Getsemaní, después de la última cena. Los apóstoles, en vez de rogar, se quedan dormidos, mientras Jesús sufre la angustia de conocer su destino y se dispone a obedecer la voluntad de Dios.

## Técnica
El material empleado por Salzillo es la madera de ciprés. La escultura en este material presenta una serie de problemas: las dimensiones limitadas del bloque de madera y el tronco que presenta siempre pequeñas diferencias de color, nudos y vetas. Estos problemas Salzillo los resuelve cubriendo la superficie con otros materiales, siendo trabajada uniformemente toda la superficie. Una vez acabada la talla se recubre la escultura con una capa de yeso de espesor variable que se utiliza como preparación para el color, pero con frecuencia la escultura se "entela", es decir, se cubre con una tela fina, pegada directamente a la madera, que a su vez sirve de soporte al yeso. 
Salzillo emplea en esta obra su policromado característico: la técnica del encarnado para las carnes y del estofado para las telas: se cubren las superficies con láminas de oro, luego se expande la pintura sobre ellas y una vez seca se raspa con el "garfio" descubriendo así el oro y creando el dibujo. Salzillo concibe a las figuras en actitudes elegantes y realiza los ropajes con abundantes pliegues. Las cabezas se erigen sobre cuellos no estáticos, sino ligeramente movidos a derecha o izquierda. Los ojos nunca desmesurados transmiten una gran sensación de viveza en la mirada. También la ejecución artística de las manos denota un gran virtuosismo, ya que con ellas vuelve a transmitir la sensación de movimiento que impregna sus obras.